# همه تاریخچه تو
همه تاریخچه تو (به انگلیسی: The Entire History of You)، سومین و آخرین قسمت از فصل اول مجموعه آنتولوژی علمی‌تخیلی بریتانیایی آینه سیاه است. فیلم‌نامه این قسمت توسط جسی آرمسترانگ نوشته شده‌است. این تنها اپیزود آینه سیاه است که خالق سریال، یعنی چارلی بروکر در نوشتن آن دخالتی نداشته‌است. وظیفه کارگردانی این اپیزود نیز برعهده برایان ولش بوده‌است. همه تاریخچه تو نخستین بار در تاریخ ۱۸ دسامبر ۲۰۱۱ از طریق کانال ۴ به روی آنتن رفت. توبی کبل، جودی ویتاکر و تام کالن از جمله بازیگران این اپیزود هستند.
داستان همه تاریخچه تو در آینده‌ای نزدیک رخ می‌دهد. جایی که به کمک تکنولوژی، افراد قادر هستند تا به وسیله لنزهایی مخصوص هرچه که را می‌بینند، ضبط کرده و به وسیله کنترل کوچکی آن را بر روی نمایشگر با دیگران به اشتراک بگذارند. استفاده از این تکنولوژی به نوعی تبدیل به قانون شده‌است. برای مثال؛ فرد به جای نشان دادن مدارک شناسایی، خاطرات چندین ساعت خود را برای پلیس بازپخش می‌کند تا پلیس ببیند جرمی مرتکب شده‌است یا خیر.
همه تاریخچه تو نقدهای مثبتی از سوی منتقدان دریافت کرد. در سال ۲۰۱۳، رابرت داونی جونیور اعلام کرد که قصد دارد با همکاری برادران وارنر و شرکت فیلم‌سازی خود، «تیم داونی»، یک فیلم سینمایی بر اساس این اپیزود بسازد.